# آذر ۱۳۸۷
آذر ۱۳۸۷، نهمین ماه سال ۱۳۸۷ هجری خورشیدی است.
آغاز آن جمعه، ۱ آذر ۱۳۸۷ برابر با ۲۱ نوامبر ۲۰۰۸ میلادی است.